# イソピペリテノールデヒドロゲナーゼ
イソピペリテノールデヒドロゲナーゼ（isopiperitenol dehydrogenase）は、次の化学反応を触媒する酸化還元酵素である。
(-)-trans-イソピペリテノール + NAD+ {\displaystyle \rightleftharpoons } (-)-イソピペリテノン + NADH + H+
反応式の通り、この酵素の基質は(-)-trans-イソピペリテノールとNAD+、生成物は(-)-イソピペリテノンとNADHとH+である。
組織名は(-)-trans-isopiperitenol:NAD+ oxidoreductaseである。